# Pururavas

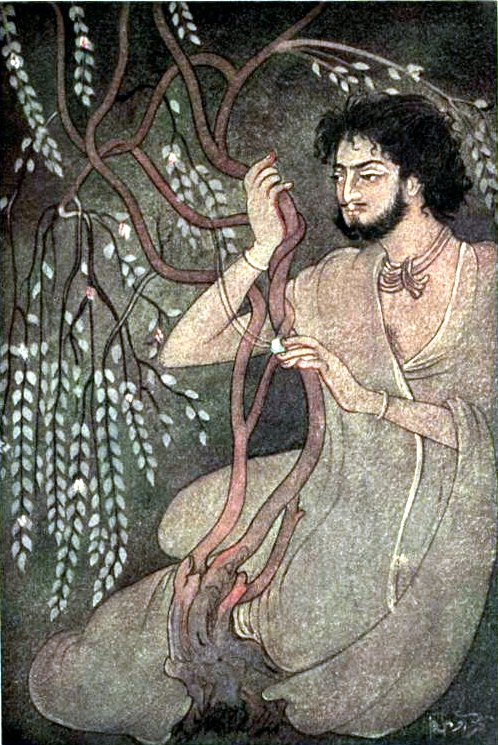
Pururavas (illustration de Khitindra Nath Mazumdar, 1914).

Le roi Pururavas est un roi humain de la mythologie de l'hindouisme. Il est tombé amoureux de la nymphe céleste Urvashi. Un poème leur est dédié dans le Rig-Véda. 
D'autres livres comme le Mahabharata parlent de ce roi. Pour les historiens modernes il s'agit d'une métaphore souvent utilisée dans d'autres mythologies, d'amour entre un mortel et une divinité. Ce couple est aussi comparé au soleil immortel et à l'aube passagère. La dynastie Aila a été fondée par ce roi .